# José Antonio Morales Erlich
José Antonio Morales Erlich (Santa Ana, 3 de julio de 1935 - 26 de junio de 2021) fue un político salvadoreño, doctor en Jurisprudencia y Ciencias Sociales y figura política a nivel centroamericano, en materia agraria y municipal.

## Biografía
Nació en Santa Ana, 3 de julio de 1935. Fue miembro de la Junta Revolucionaria de Gobierno y encargado de la política agraria de 1980 a 1982, ministro de agricultura y ganadería (1987-88), diputado en el Parlamento Centroamericano (1996-2001), Secretario General del Partido Demócrata Cristiano y alcalde Municipal de San Salvador en dos etapas (1974-76, 1985-87). Además ha ejercido como Asesor de la Municipalidad de San José, Costa Rica, (1977) y presidió entidades como el Instituto Salvadoreño de Transformación Agraria (1981-82), la Corporación de Municipalidades de la República de El Salvador - COMURES (1986-87) y el Consejo Asesor de la Reforma Agraria- CARA (1986).
En 1974, fue elegido alcalde de San Salvador. En 1976, se postuló para la vicepresidencia de El Salvador; según él hubiera ganado las elecciones, pero no pudo por las intervenciones militares. En cambio, fue exiliado a Costa Rica.
Dos de sus hijos, José Antonio y Carlos Ernesto, quedaron en El Salvador, donde se hicieron miembros de los grupos militantes de izquierda. En el mayo de 1979, cuando ocurrió la ocupación de la Embajada Francesa por fuerzas de izquierda, uno de los que salieron después que el gobierno decidió permitir a los ocupantes de la embajada salir del país fue su hijo José Antonio. Éste viajaría a Europa.

Cuando ocurrió el golpe de Estado en 1979, regresó a El Salvador y se hizo miembro de la Junta Revolucionaria de Gobierno de El Salvador. 

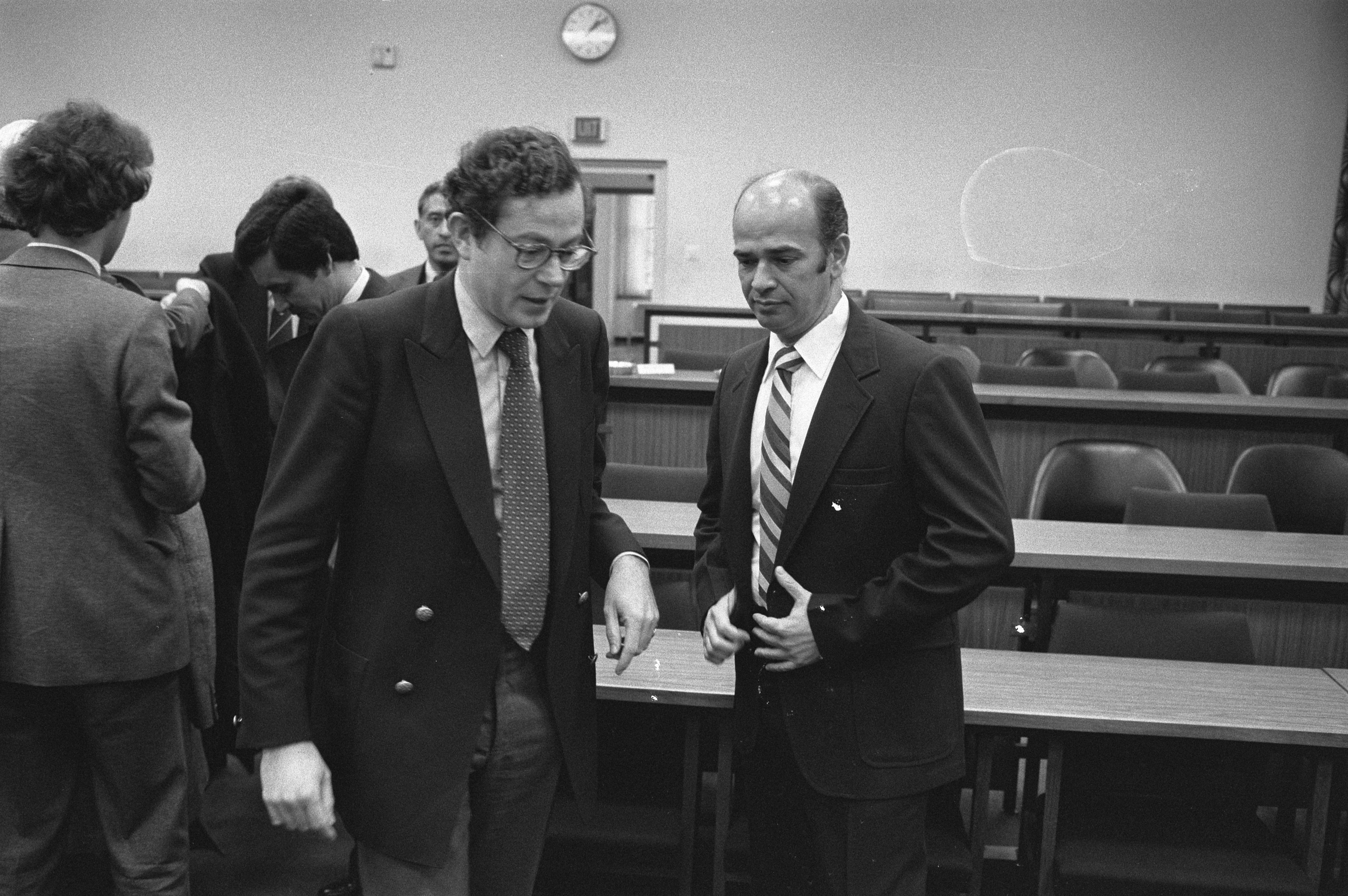
Ministro Morales Ehrlich, miembro de la Junta en El Salvador, sostuvo reunión con la Comisión de Relaciones Exteriores en La Haya

En 1980, uno de sus hijos hizo un llamamiento a su padre a que resignara de la Junta, no lo hizo. Ese mismo año, su hija, Marina fue secuestrada por guerrillas cuando éstos ocuparon la sede del Partido Demócrata Cristiano; después de un asedio de 15 días, las fuerzas de seguridad tomaron el edificio, matando a varios, Marina salió sin ser herida. 

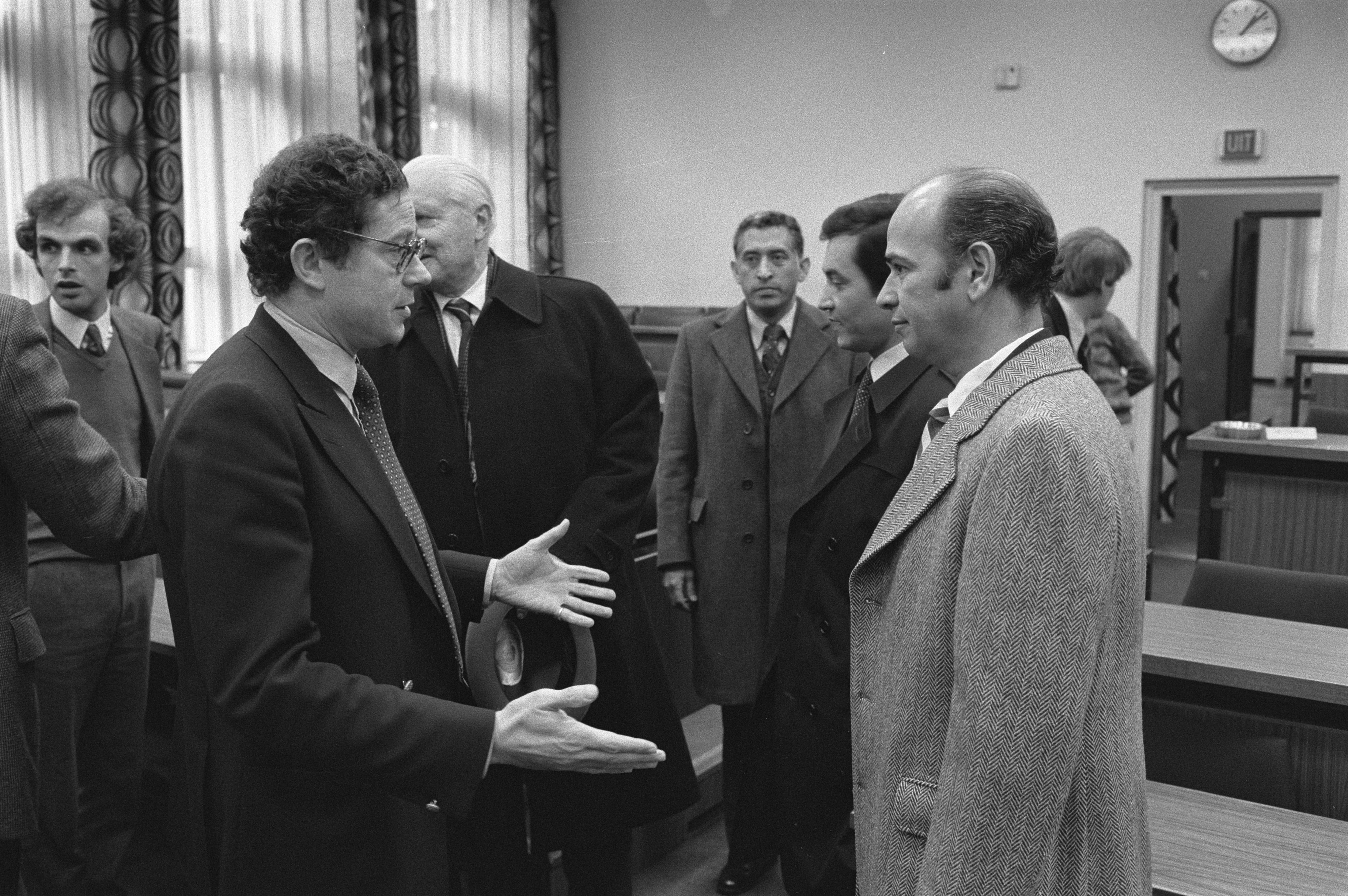
Ministro Morales Ehrlich, miembro de la Junta en El Salvador, sostuvo reunión con la Comisión de Relaciones Exteriores en La Haya
Descripción: Gualthérie van Wezel (CDA, izquierda), miembro del Comité

También el mismo año en abril, su hijo José Antonio regresó a El Salvador. Fue arrestado por la Policía Nacional en el 13 de junio en una urbanización cerca de la Universidad Nacional y sentenciado a dos años en una prisión de Santa Tecla por ser "miembro de una organización subversiva." Cerca del final de su sentencia, "fuerzas de seguridad" entraron a la prisión y lo golpearon; fue tan severamente golpeado que tuvieron que mandarlo al hospital. Morales Erlich consideró que sus críticas personales de los abusos militares pudo haber contribuido a los abusos cometidos en su hijo. José Antonio, hijo, terminó su sentencia y se mudó a Europa. Su otro hijo, Carlos Ernesto, logró evadir las autoridades.

## Fallecimiento
Falleció unos días antes de cumplir los 86 años, el 26 de junio de 2021 por causas naturales, según informó su familia.